# Kräutelsteinbrücke
Die Kräutelsteinbrücke (auch Kräutlsteinbrücke) in Passau ist eine 222 Meter lange Eisenbahnbrücke über die Donau im Zuge der Bahnstrecke Passau-Voglau–Hauzenberg. Das Bauwerk ist nach der rund 90 Meter flussabwärts gelegenen Felseninsel Kräutelstein benannt.

## Geschichte

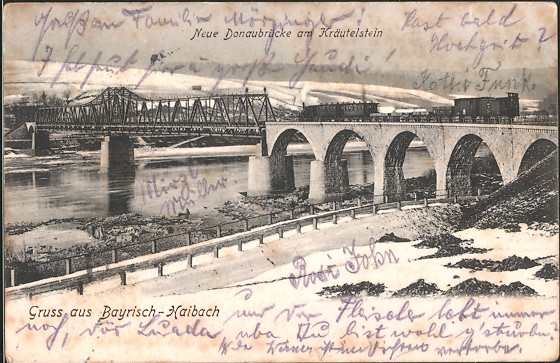
Kräutelsteinbrücke auf einer Postkarte (1905)

Im Zuge der Bauarbeiten für die Bahnstrecke Passau-Voglau–Hauzenberg in den Jahren 1900 bis 1903 wurde in den Jahren 1902/03 die Kräutelsteinbrücke über die Donau errichtet. Kurz vor dem Kriegsende 1945 wurde sie gesprengt, sodass in den folgenden Jahren der Bahnverkehr von Hauzenberg und Wegscheid in Grubweg endete. Am 13. Mai 1949 wurde die Kräutelsteinbrücke nach dem Wiederaufbau eingeweiht. Sie war zuvor innerhalb kurzer Zeit unter Verwendung einer Behelfsbrücke des Systems Schaper-Krupp-Reichsbahn wieder aufgebaut worden.
Der regelmäßige Personenverkehr über die Kräutelsteinbrücke wurde 1971 eingestellt. Ab 1978 fanden neben dem nach wie vor regelmäßigen Güterverkehr Nostalgie- und Ausflugsfahrten der Passauer Eisenbahnfreunde statt. 1997 wurde der Güterverkehr, 2001 der Gesamtverkehr eingestellt. Wegen Schäden infolge des Donauhochwassers 2002 wurde die Bahnstrecke Passau-Voglau–Hauzenberg über die Kräutelsteinbrücke stillgelegt.
Um Abhilfe für die Verkehrsprobleme im Stadtteil Innstadt zu schaffen und die innenstadtnah gelegene Marienbrücke, die einzige Flussquerung in Richtung der Innstadt, zu entlasten, wurde mehrmals eine Abwicklung von Straßenverkehr über die Kräutelsteinbrücke vorgeschlagen. In den 1990er Jahren die SPD-Fraktion im Passauer Stadtrat eine Doppelnutzung für Schienen- und Straßenverkehr vor, was aufgrund des hohen finanziellen, baulichen, signaltechnischen Aufwandes verworfen wurde. Nach Anfragen von verschiedenen Stadtratsfraktionen und Bürger wurden in den Jahren 2006 von dem Ingenieurbüro GEVAS drei Planfälle zur Nutzung der Kräutelsteinbrücke als reine Straßenbrücke untersucht. In den Jahren 2008/09 erfolgte eine erneute Untersuchung durch das Ingenieurbüro Bulicek, die wiederum eine Doppelnutzung für Straßen- und Schienenverkehr beinhaltete. Sowohl ein Umbau als auch ein Ersatzneubau stellten sich als technisch möglich, aber unwirtschaftlich heraus. Da außerdem das Eisenbahnbundesamt eine Entwidmung der Bahnstrecke über die Kräutelsteinbrücke ablehnte, wurde das Vorhaben erneut verworfen.
Seit der Stilllegung der Bahnstrecke Passau-Voglau–Hauzenberg aufgrund von Hochwasserschäden arbeiteten die Passauer Eisenbahnfreunde, der Förderverein Lokalbahn Hauzenberg – Passau e.V. und die Granitbahn UG an der Reaktivierung. In den Jahren 2011 und 2012 wurde zu diesem Zweck die Kräutelsteinbrücke zweimal gutachterlich untersucht. Im August 2023 wurden alle Betriebsbewilligungen für vollen Personen- und Güterverkehr über die Kräutelsteinbrücke durch die zuständige Sicherheitsbehörde, die bayerische Landeseisenbahnaufsicht, erteilt und ein umfangreicher Sonderverkehrs-Fahrplan bis Oktober angeboten.

## Lage und Beschreibung
Die Kräutelsteinbrücke überführt die Bahnstrecke Passau-Voglau–Hauzenberg/Obernzell über die Donau bei Flusskilometer 2223,28. Sie verbindet den Stadtteil Innstadt rechts der Donau mit dem gegenüberliegenden Stadtteil Grubweg. Der östliche Brückenkopf liegt rund 90 Meter vom Kräutelstein entfernt, durch die wiederum die deutsch-österreichische Grenze verläuft. Die Rampe zum westlichen Brückenkopf teilt das Gelände von Werk 1 der ZF Passau in Grubweg.
Das Kernstück der Kräutelsteinbrücke bildet eine 222 Meter lange Stahlfachwerkbrücke des Systems Schaper-Krupp-Reichsbahn, die 1945 auf den drei bestehenden Brückenpfeilern als Ersatz für die im Zweiten Weltkrieg abgegangene Kräutelsteinbrücke errichtet wurde. Die Stützweite beträgt zweimal 111 Meter; der mittlere Pfeiler teilt die Donau an dieser Stelle in zwei Fahrrinnen für den Schiffsverkehr. An beiden Ufern der Donau befinden sich als Bogenbrücken ausgeführte Vorlandbrücken, die original erhalten sind. Die östliche Vorlandbrücke ist rund 120 Meter lang und weist fünf Segmentbögen auf. Die westliche Vorlandbrücke ist rund 25 Meter lang und besitzt nur einen Bogen.